# António Francisco dos Santos
António Francisco dos Santos (Tendais, 21 februari 1948 - Porto, 11 september 2017) was een Portugees geestelijke en een bisschop van de Rooms-Katholieke Kerk. 
Santos werd op 8 december 1972 priester gewijd. Op 21 december 2004 werd hij benoemd tot hulpbisschop van het aartsbisdom Braga en titulair bisschop van Magnetum. Hij werd op 19 maart 2005 tot bisschop gewijd. Op 21 september 2006 werd hij benoemd tot bisschop van Aveiro. Op 21 februari 2014 werd hij benoemd tot bisschop van Porto, waar hij op 5 april 2014 werd geïnstalleerd. Hij overleed op 11 september 2017. 
In april 2018 kondigden de gemeenteraden van Porto en Vila Nova de Gaia aan dat er een zevende brug gebouwd zou worden tussen de gemeenten over de rivier de Douro. De brug is vernoemd naar bisschop Santos, namelijk de D. António Francisco dos Santos Brug (Portugees: Ponte de D. António Francisco dos Santos).
- International Standard Name Identifier: 0000 0000 7060 007X
- Virtual International Authority File: 98638283